# こども刑事めめたん
『こども刑事めめたん』（こどもけいじめめたん）は、森山一保による日本の4コマ漫画作品。

## 概要
一見は赤ん坊にしか見えない敏腕刑事・めめたんの活躍を描く。作品は当初は『めめたん』のタイトルで2009年ごろから自身のブログに細々と掲載しており、書籍化を目指しいくつかの出版社と交渉を重ねるも断られ、「どうせなら」と当時としては珍しかった無料のウェブコミックアプリ（森山自身がプログラムも作った）に掲載することにし、ここから口コミで人気が上がっていった。2012年に『こども刑事めめたん』のタイトルで角川書店より念願の単行本化を果たす。2013年8月からは森山の出身地である鳥取県とのコラボ企画としてKADOKAWAのコミック配信サイト「ComicWalker」にて配信されており、コラボ作では鳥取県知事の平井伸治もゲスト出演している。
2015年にはテレビアニメ化されている（後述）。

## キャラクター
めめたん
声 - 古原奈々
主人公で警視庁（アニメでは鳥取県警察・鳥取警察署）捜査一課所属。黄色いロンパースに身を包んだ新人刑事。三輪車やパンダ型のミニカーに乗って現場に急行し、ミニドーナツを好物とするなど行動は子供そのものだが、予測不可能・神出鬼没な行動で犯人検挙を行うなどその実力は新人ながら高く評価されている。「まんが王国とっとり」カレー消費担当大臣でもある。
声を担当する古原は「米子市地域おこし協力隊」のメンバー。
松戸優作（まつど ゆうさく）
声 - 大西直樹
めめたんの相棒となるイケメン刑事で、いつも彼に振り回されている。
メイケル・メクソン
声 - 草壁佑一
アメリカのテロ対策局より派遣された捜査官。金髪にサングラスをかけ、ピンク色のロンパースに身を包む。スベるギャグ（自分では最高のギャグだと思っている）が得意。
声を担当する草壁は米子市在住。

## 派生作品
タイムパトロールめめたろう侍
『歴史魂』（アスキー・メディアワークス）にて連載していた。休刊に伴い終了。
筋肉乳児めめたん
『月刊ボディビル』（体育とスポーツ出版社）にて連載中。

## テレビアニメ
2015年11月より12月までBSS、tvkなどで放送された。5分枠の短編アニメで、「鳥取県出身の漫画家＋鳥取県内で制作＋鳥取県も制作参加」という「made by 鳥取」を謳い、総監督には米子市出身の赤井孝美を迎えている。ナレーションやモブキャラクターは松村宏（米子市地域おこし協力隊メンバー）が担当。原作と異なり鳥取県が舞台となっており、作中には鳥取の名所が登場する。
番組後半には鳥取県のローカルアイドル「Chelip」が出演する「めめたん&Chelipのとっとり探訪！」と題したミニコーナーが設けられている。彼女たちが探訪する場所は、本編中にも登場している。

### スタッフ
- 原作 - 森山一保
- 総監督 - 赤井孝美
- 監督・シリーズ構成・脚本 - 寺西竜也
- チーフアニメーター - 福本達也
- 音楽 - スクリーントーンズ（『孤独のグルメ O.S.T』より）
- テーマ曲製作 - 白神眞志朗（ウルトラシープ）
- 制作協力 - KADOKAWA、米子ガイナックス、米子市
- プロデューサー - 外岡宏長
- 制作 - 鳥取県・チームめめたん鳥取

### 放送局
| 放送期間                 | 放送時間                     | 放送局         | 対象地域                 | 備考                  |
| ------------------------ | ---------------------------- | -------------- | ------------------------ | --------------------- |
| 2015年11月7日 - 12月26日 | 土曜 1:50 - 1:55（金曜深夜） | tvk            | 神奈川県                 |                       |
|                          | 土曜 2:30 - 2:35（金曜深夜） | 山陰放送       | 鳥取県 ・島根県          |                       |
|                          | 土曜 6:55 - 7:00             | 中海テレビ放送 | 鳥取県米子市・境港市など | CATV リピート放送あり |
| 2016年2月8日 - 3月27日   | 月曜 1:00 - 1:05（日曜深夜） | チバテレ       | 千葉県                   |                       |

### 各話リスト
| 話数    | サブタイトル           | とっとり探訪の紹介場所 | 放送日         |
| ------- | ---------------------- | ---------------------- | -------------- |
| File.01 | 鳥取砂丘               | 鳥取砂丘               | 2015年 11月7日 |
| File.02 | めめたんの白うさぎ伝説 | 白兎海岸・白兎神社     | 11月14日       |
| File.03 | 蟹色と梨色             | なしっこ館             | 11月21日       |
| File.04 | 犯人を追い詰めろ！     | 赤瓦・白壁土蔵群       | 11月28日       |
| File.05 | 中華？で潜入捜査！     | 燕趙園                 | 12月5日        |
| File.06 | 入ったか？入れたか？   | はわい温泉             | 12月12日       |
| File.07 | 変装の名人             | とっとり花回廊         | 12月19日       |
| File.08 | 山と海と温泉と         | 大山                   | 12月26日       |